# Чина-Хот-Спрінгс
Чина-Хот-Спрінгс (англ. Chena Hot Springs  — населений пункт в боро Фербенкс-Норт-Стар, штат Аляска, США. Розташований за 100 км на північний схід від міста Фербанкс біля парку штату Чина-Рівер.
У серпні 1905 Роберт Свон знайшов тут гаряче джерело, аналогічне за властивостями знаменитого Карлсбадського джерела. На основі цього джерела було збудовано курорт.
У 2006 побудована низькотемпературна геотермальна електростанція на основі Organic Rankine cycle, що працює при температурі води 74°С. Електростанція дозволила знизити вартість електрики в 6 разів, середній КВВП за 2007 - 87%.
Гаряча вода джерела використовується для обігріву теплиць, в яких вирощуються різні необхідні селищу продукти.
Для туристів побудований Музей Льоду, що охолоджується абсорбційним холодильником, що використовує геотермальне тепло та річку для скидання надлишкової теплоти (180 тис. BTU на годину).